# Tschermigite
La tschermigite (simbolo IMA: Tmi), nota anche come ammonio di allume è un minerale raro della classe dei solfati (e simili); appartiene al gruppo dell'allume e possiede la composizione chimica NH4Al(SO4)2 • 12(H2O), quindi chimicamente è un allume di alluminio.

## Etimologia e storia
La tschermigite è stata scoperta per la prima volta vicino al villaggio di Čermníky nella regione ceca della Boemia. La prima descrizione fu fatta nel 1853 da Franz von Kobell, che chiamò il minerale con il nome della sua località tipo o con il suo nome tedesco "Tschermig".
Il sito di Čermníky non esiste più, poiché il villaggio ha dovuto lasciare il posto al lago artificiale di Nechranice.
Poiché la tschermigite era conosciuta e riconosciuta come specie minerale separata molto prima della fondazione dell'Associazione Mineralogica Internazionale (IMA), questa è stata adottata dalla sua Commissione per i nuovi minerali, la nomenclatura e la classificazione (CNMNC) e si riferisce alla tschermigite come un cosiddetto minerale "grandfathered" (G).
Non è ancora noto un luogo di stoccaggio per il campione tipo del minerale.

## Classificazione
Nell'obsoleta 8ª edizione della sistematica minerale di Strunz, la tschermigite apparteneva alla classe dei minerali di "solfati, cromati, molibdati, tungstentati" (compresi alcuni selenati e tellurati) e lì alla sottoclasse dei "solfati acquosi senza anioni estranei", dove era elencata insieme ad alum-(K), alum-(Na) e voltaite con le quali formava il sistema nº VI/C.08.
Nella Sistematica dei lapis (Lapis-Systematik) di Stefan Weiß, che è stata rivista l'ultima volta nel 2018 e si basa ancora su questa vecchia edizione di Strunz per rispetto verso i collezionisti privati e le collezioni istituzionali, al minerale è stato assegnato il sistema e il minerale nº VI/C.14-30. In questa Sistematica ciò corrisponde anche alla classe dei "Solfati acquosi senza anioni estranei", dove la tschermigite forma il gruppo senza nome VI/C.14 insieme ad alum-(K), alum-(Na), ammoniomagnesiovoltaite, lanmuchangite, lonecreekite, pertlikite, voltaite e zincovoltaite.
La 9ª edizione della sistematica minerale di Strunz, che è stata aggiornata l'ultima volta dall'Associazione Mineralogica Internazionale (IMA) nel 2024, classifica la tschermigite nella categoria "7.C Solfati (selenati, etc.) senza anioni aggiuntivi, con H2O". Tuttavia, questa è ulteriormente suddivisa in base alla dimensione relativa dei cationi coinvolti, in modo che il minerale possa essere trovato nella suddivisione "7.CC Con cationi di media e grande dimensione" in base alla sua composizione, dove insieme a lanmuchangite, lonecreekite, alum-(K) e alum-(Na) forma il "gruppo dell'allume" con il sistema nº 7.CC.20.
Anche la classificazione dei minerali secondo Dana, che viene utilizzata principalmente nel mondo anglosassone, classifica la tschermigite nella classe dei "solfati, cromati e molibdati" e lì nella sottoclasse di "acidi idrati e solfati". Anche in questo caso, la tschermigite si trova insieme ad alum-(K), alum-(Na), lonecreekite e lanmuchangite nel "gruppo dell'allume" con il sistema nº 29.05.05 nella suddivisione di "Acidi e solfati acquosi con AB(XO4)2 × x(H2O)".

## Abito cristallino
La tschermigite cristallizza nel sistema cubico nel gruppo spaziale Pa3 (gruppo nº 205) con il parametro del reticolo a = 12,24 Å e 4 unità di formula per cella unitaria.

## Proprietà
La tschermigite, come gli altri allumi, è altamente solubile in acqua (192 g/l a 25 °C). Per questo motivo, la tschermigite non è durevole e i cristalli possono dissolversi anche in presenza di elevata umidità ambientale. I campioni di minerali devono quindi essere sempre conservati in contenitori ermetici. Al di sopra di circa 93 °C, rilascia la sua acqua cristallina, dove poi si dissolve in essa. Le soluzioni acquose hanno un sapore salato-amaro, astringente.

## Origine e giacitura
La tschermigite si forma come efflorescenza su cumuli di carbone in fiamme o sui bordi delle fumarole. A causa dell'elevata solubilità dell'acqua, la separazione avviene esclusivamente dalla fase gassosa e in condizioni ambientali molto secche. Le formazioni cristalline da soluzioni supersature non sono ancora state trovate in natura. I minerali associati includono gesso, ammoniojarosite, epsomite, rostite, alogeno, boussingaultite, mascagnite e voltatite.
Essendo una formazione minerale rara, la tschermigite è stata trovata solo in pochi siti. Alla data del 2011 sono noti circa 60 siti. Oltre alla sua località tipo. Čermníky, il minerale è stato trovato in diversi luoghi della Boemia nella Repubblica Ceca, come Kladno, Mnichovo Hradiště e Sušice. È stata trovata anche nei villaggi moravi di Zastávka e Žeravice.
In Germania, la tschermigite è stata finora trovata nella miniera di Clara vicino a Oberwolfach nel Baden-Württemberg, nella miniera di Anna vicino ad Alsdorf nella Renania Settentrionale-Vestfalia, nella miniera di Königin Carola (nota anche come miniera di Paul Berndt) vicino a Freital in Sassonia e nella miniera di scorie a cielo aperto di Lichtenberg nel distretto del minerale di uranio di Ronneburg in Turingia, ora chiusa.
In Svizzera, il minerale è stato finora trovato solo a Brissago (nel Canton Ticino) e a Collonges nel Canton Vallese.
Altre località includono Brasile, Cina, Repubblica Democratica del Congo, Francia, Italia, Giappone, Polonia, Portogallo, Russia, Slovacchia, Spagna, Sud Africa, Tagikistan, Ungheria e Stati Uniti d'America (Stati Uniti).

## Utilizzi
La chermigite non forma giacimenti degni di essere estratti. Per questo motivo, non ha alcun significato come minerale per la produzione di alluminio o sali di alluminio. Gli usi noti sono solo di interesse storico.
Grazie al suo effetto astringente, la tschermigite, come altri allumi, può essere utilizzata come deodorante o stick da barba. In inglese, la tschermigite è anche conosciuta come pietra deodorante.

## Forma in cui si presenta in natura
La tschermigite di solito si trova sotto forma di efflorescenze bianche o aggregati fibrosi o stelati con una lucentezza simile alla seta sulle superfici. I cristalli pronunciati sono rari, ma possono raggiungere una dimensione di circa un centimetro. Le superfici dei cristalli trasparenti, da incolori a bianchi, hanno una lucentezza vitrea. Con una durezza Mohs di 1,5, la tschermigite si trova tra i minerali di riferimento talco (durezza 1) e gesso (durezza 2), quindi può essere facilmente graffiata con un'unghia.